# Moryna
Moryna – organiczny związek chemiczny będący pochodną flawonu. Jest barwnikiem ekstrahowanym z żółtego drzewa brazylijskiego. Krystalizuje z 1 lub 2 cząsteczkami wody. Temperatura topnienia wynosi 290 °C. Stosowana jest w farbiarstwie oraz jako odczynnik w analizie chemicznej do wykrywania oraz fluorymetrycznego lub kolorymetrycznego oznaczania Al, B, Be, Ca, Cd, Ga, In, Mo, Pb, Sb, Sc, Sr, Ta, Th, U, W, Zn i Zr oraz pośrednio F−
.